# علي الكيلاني
علي الكيلاني شاعر وملحن ليبي، من مواليد سرت 1955 م.
بدأ عمله في الإذاعة المرئية والمسموعة الليبية وترأسها لعدة سنوات، حصل على عدد من الجوائز بينها الجائزة الأولى في مهرجان القاهرة للإذاعة والتليفزيون.إضافة إلى ذلك فهو مالك دار أجاويد للإنتاج الفني والثقافي.
إسمه بالكامل هو علي الكيلاني محمد جارالله القذافي، ينحدر علي من بيت (أولاد عمر) أحد بيوت قبيلة القذاذفة، وهي نفس القبيلة التى ينحدر منها الزعيم الليبي معمر القذافي.

## مسيرته الغنائية
لعل من أشهر من قامت بأداء أغان من تأليف وتلحين علي الكيلاني المطربة التونسية ذكرى محمد والتي زاد إجمالي التعاون الغنائي بينهما أكثر من 70 أغنية. منها أغنية «من يجرا يقول». كما غنى من كلماته وألحانه عدد من المطربات والمطربين الليبيين والعرب منهم نوال غشام أنغام ولطيفة العرفاوي. نبيهة كراولي ولطيفة رأفت وأسماء لمنور وعمر عبداللات وسعدون جابر وعبدالله الرويشد وسميرة سعيد وأصالة وشيرين وجدي وأحلام وأمل عرفة وسوسن الحمامي وباسكال مشعلاني وراغب علامة وحسين الجسمي ورويدا عطية وآمال ماهر ولطفي بوشناق وسماح البرهومي والعديد من المطربين العرب، أما الليبيين تغنى من كلماته: أيمن الأعتر - إبراهيم عبدالعظيم - سيف النصر - الراحل أشرف محفوظ وحسن مناع ومريم السعفي وغيرهم وتناولت أغانيه التراثية الحياة البدوية الليبية فيما اشتملت أغنياته الوطنية مواضيع حول فلسطين والعراق. تميّز علي الكيلاني بأشعاره القوية التي تلاقي رواجاً بين الجمهور الليبي والعربي، حيث أن الجمهور ينتظر سلسلة النجع (رفاقة عمر) كل شهر رمضان بفارغ الصبر والذي تغنّى فيه المطربين العرب والليبيين لتنوّع مواضيعه وطابعه التراثي الليبي.

## من قصائده
- لديه عدد كبير من القصائد الشعرية منها:
- رفاقة عمر (النجع) التي بدأت من عام 1987 إلى الآن وبمشاركة العديد من المطربين الليبيين والعرب (كل شهر رمضان المبارك من كل عام).
- وين الملايين غناء: أمل عرفة - جوليا بطرس - سوسن حمامي
- غضب الشعب
- من يجرأ يقول أغنية غناء ذكرى محمد (منشور رقم 1) عن السعودية
- من يجرا يقول (منشور رقم 2) عن فلسطين للراحلة ذكرى
- من يجرا يقول (منشور رقم 3) عن العراق للراحلة ذكرى
- من يجرا يقول (منشور 4 - منشور 5 - منشور 6 - منشور 7 - منشور 8 - منشور 9)
- يا أمي
- دونك جوبه يامحبوبه (أمل عرفة وفهد يكن) من سوريا
- أولى القبلتين: أصالة نصري
- الله أكبر - قادم - منشور رقم 7: عمر عبداللات
- منشور رقم 5: غناء الأردنية أمل شبلي
- الحصار
- ثوري ثوري
- يا حمام القدس
- ملحمة الرباط 2005 (ألحان الموسيقار الراحل محمد حسن، غناء: محمد حسن - إبراهيم عبدالعظيم - سارة صلاح - خالد الزواوي - أسمهان - عبد الله الفقيه - عبير قاسم) تم تصوير الملحمة في سرت بحضور القائد الليبي معمر القذافي وبعض الرؤساء العرب والأفارقة
- ملحمة فارس ورجال 2009 (ألحان محمد حسن، غناء: حسين الجسمي - لطفي بوشناق - آمال ماهر - رويدا عطية - الشاب جيلاني - أيمن الأعتر - مريم بلمير - طارق محمد) تم تصويرها في سرت بحضور القائد الليبي معمر القذافي والرؤساء العرب والأفارقة للاحتفال بالعيد الأربعون لثورة الفاتح.
- ملحمة السلسيبل 1995 (ألحان إبراهيم فهمي وعلي الكيلاني ومن الموروث الليبي والعربي، غناء: ذكرى - عبدالله الرويشد - تونس مفتاح - شيرين وجدي - خالد عبد الله - راسم فخري - سميرة سعيد)
- والعديد من الأغاني الوطنية